# Lily (chanson)
Pour les articles homonymes, voir Lily.
Lily est une chanson de Pierre Perret publiée en 1977 sur l'album Lily. 

## Thème et contexte
Au milieu des années 1970, Pierre Perret est connu en France comme un chanteur comique à travers quelques succès populaires (Les Jolies Colonies de vacances, Le Zizi). En 1977, il publie Lily, une chanson abordant les thèmes du racisme et de l'intégration des étrangers qui marque une inflexion vers des chansons plus engagées. Il met ainsi en exergue la condition des immigrés qui seraient victimes de violence et discriminations.
Lily raconte en effet l'histoire d'une femme venue des Somalis (aujourd'hui Djibouti) avec d'autres immigrés « qui venaient tous de leur plein gré vider les poubelles à Paris ». Perdant ses illusions, elle y affronte courageusement le racisme puis émigre aux États-Unis où elle est confrontée aux mêmes difficultés, et trouve un certain réconfort auprès d'Angela Davis.
Pierre Perret a l'idée de cette chanson après avoir assisté à une conférence de cette dernière à New York[réf. nécessaire]. Lorsqu'il commence l'écriture de la chanson, la France favorise encore l'immigration économique. En 1977, lorsque Lily est publiée, la France a mis fin à l'immigration économique depuis trois ans au profit du regroupement familial, à l'initiative de Valéry Giscard d'Estaing.

## Avis et hommages
Il reçoit le « Prix 1978 de la Paix » de la Ligue internationale contre le racisme et l'antisémitisme.
La Ligue des Droits de l'Homme sélectionne Lily pour l'ouvrage Cent poèmes contre le racisme publié en 1992. La chanteuse Barbara rend hommage à Pierre Perret dans son tour de chant au Châtelet en 1993, en reprenant Lily au piano voix. 
Le texte de la chanson, devenue un « classique », est présenté à l'épreuve anticipée des baccalauréats technologiques en 2005.
Les 6 et 7 mai 2011 est organisée dans le Bas-Rhin « La fête à Lily », un événement contre le racisme, lancé par l'interprétation simultanée de la chanson par Pierre Perret et près de 1 500 personnes réparties sur 18 sites.
Lily est enregistrée le 12 mars 2017 au Théâtre Sortie Ouest de Béziers, pour l'émission spéciale « Doléances et Résistances » de Là-bas si j'y suis. Pierre Perret la reprend avec Les Ogres de Barback.
En octobre 2017 sort le CD Au café du Canal par le collectif La Tribu de Pierre Perret. Féfé, Eyo'nlé Brass Band et Lionel Suarez y interprètent Lily.